# حطام سفينة التيتان: أو العبث
حطام سفينة التيتان: أو العبث (بالإنجليزية: The Wreck of the Titan: Or, Futility)‏ (اسمها الأصلي العبث Futility) هي رواية صدرت عام 1898 كتبها مورغان روبرتسون. تعرض الرواية قصة خيالية عن عابرة محيط منتظمة تسمى تيتان، والتي تغرق في الشمال الأطلسي بعد أن اصطدمت بجبل جليدي، وقد لوحظ أن تيتان وغرقها يشبهان تمامًا سفينة الركاب آر إم إس تيتانيك، التي غرقت بعد أربعة عشر عامًا من إصدار الرواية. أُعيد إصدار الرواية بعد غرق السفينة تايتانيك، مع بعض التغييرات، وخاصة في تلك الأمور المتعلقة حمولة السفينة الإجمالية.

## القصة
يقدم النصف الأول من الرواية سفينة تيتان، وهي أطول وأسرع سفينة في العالم، وتعتبر غير قابلة للغرق. الشخصية الرئيسية، جون رولاند، هو ضابط سابق في البحرية الأمريكية، وهو الآن مدمن على الكحول ويعمل كعامل على سطح السفينة تيتان.
في إحدى الليالي، أثناء الإبحار بين أمريكا وأيرلندا، تصطدم تيتان بسفينة أصغر في الضباب، مما أدى إلى تقسيمها إلى نصفين. يرى رولاند الاصطدام ويحاول القبطان رشوته ليلتزم الصمت، لكن رولاند يرفض ويعد بكشف الحقيقة عندما يصلون إلى الميناء. يقوم القبطان والضباط بتخدير رولاند لتشويه سمعته.
تصطدم السفينة في الليلة التالية بجبل جليدي وتنقلب، ولم يتبق سوى 13 ناجًا. تنقذ رولاند الابنة الصغيرة لعشيقها السابق بالقفز معها على الجبل الجليدي. وجدوا قارب نجاة ورولاند يقاتل دبًا قطبيًا. يُنقَذوا في النهاية بواسطة سفينة عابرة، تنقلهم السفينة إلى إنجلترا.
يروي رولاند الأحداث في إنجلترا بما في ذلك الاصطدام، ورشوة القبطان، والتخدير، ومحنتهم على الجبل الجليدي. يرفض رولاند الإدلاء بشهادته في المحكمة ويذهب بدلاً من ذلك إلى نيويورك مع الفتاة.
في نيويورك، يتم لم شمل الفتاة مع والدتها ويُقبَض على رولاند بتهمة الاختطاف. يطلق القاضي سراحه ويوبخ الأم لكونها جاحدة للجميل، ثم يبدأ رولاند في العيش بمفرده.
في الفصل الأخير، ينتقل رولاند من كونه صيادًا بلا مأوى للحصول على وظيفة مكتبية وفي النهاية يحصل على وظيفة حكومية جيدة الأجر بعد اجتياز امتحان الخدمة المدنية.
تتضمن الطبعة الثانية من الكتاب، التي نُشرت عام 1912، نهاية بديلة حيث يتلقى رولاند رسالة تهنئة من الأم والفتاة تطلب منه الزيارة.

## التشابه مع سفينة التيتانيك
على الرغم من أن الرواية كُتبت قبل حادثة سفينة تيتانيك، إلا أن هناك أوجه تشابه مذهلة بين السفينة الخيالية في القصة والسفينة الحقيقية. غرقت السفينتان في شهر أبريل في شمال المحيط الأطلسي بعد اصطدامهما بجبل جليدي، ولم يكن لدى أي منهما قوارب نجاة كافية. ربما نجا العملاق الخيالي من ضربة مباشرة بالجبل الجليدي، لكن الضربة الجانبية تسببت في المزيد من الضرر. كان طول تيتان 800 قدم [244 م]، بينما كان طول تيتانيك 882 قدم 9 بوصة [269 م]. تتمتع كلتا السفينتين بسرعات مماثلة ومعدات إنقاذ الحياة. ظن البعض أن المؤلف قد تنبأ بغرق السفينة تيتانيك بعد أن غرقت بالفعل، إذ اتهموه بالتبصر والاستبصار، إلا أنه أنكر ذلك. يعتقد الخبراء أن أوجه التشابه ترجع إلى معرفة المؤلف العميقة ببناء السفن والاتجاهات البحرية.

## قراءات إضافية
- Cocksey, Brian. "The Titan & the Titanic". Light Eternal Publishing Limited. مؤرشف من الأصل في 2011-08-07. اطلع عليه بتاريخ 2005-11-23.
- Rutman, Sharon؛ Stevenson, Jay (1998). The Complete Idiot's Guide to the Titanic. Alpha Books. ISBN:0-02-862712-1.
- Flavio Cenni. "The Titanic before the Titanic". مؤرشف من الأصل في 2024-07-12. اطلع عليه بتاريخ 2009-01-13.
- Morgan Robertson, Stephen Roberts (2015). Titanic Foretold: The annotated version of Futility, or The Wreck of the Titan. مؤرشف من الأصل في 2024-12-11. اطلع عليه بتاريخ 2020-12-09.

## وصلات خارجية
- حطام سفينة التيتان public domain audiobook at LibriVox
- حطام العملاق بقلم مورغان روبرتسون
- الطبعة عبر الإنترنت (رواية من 250 صفحة، 1912، طبعة الفاكس)